# Zwarte Schaar

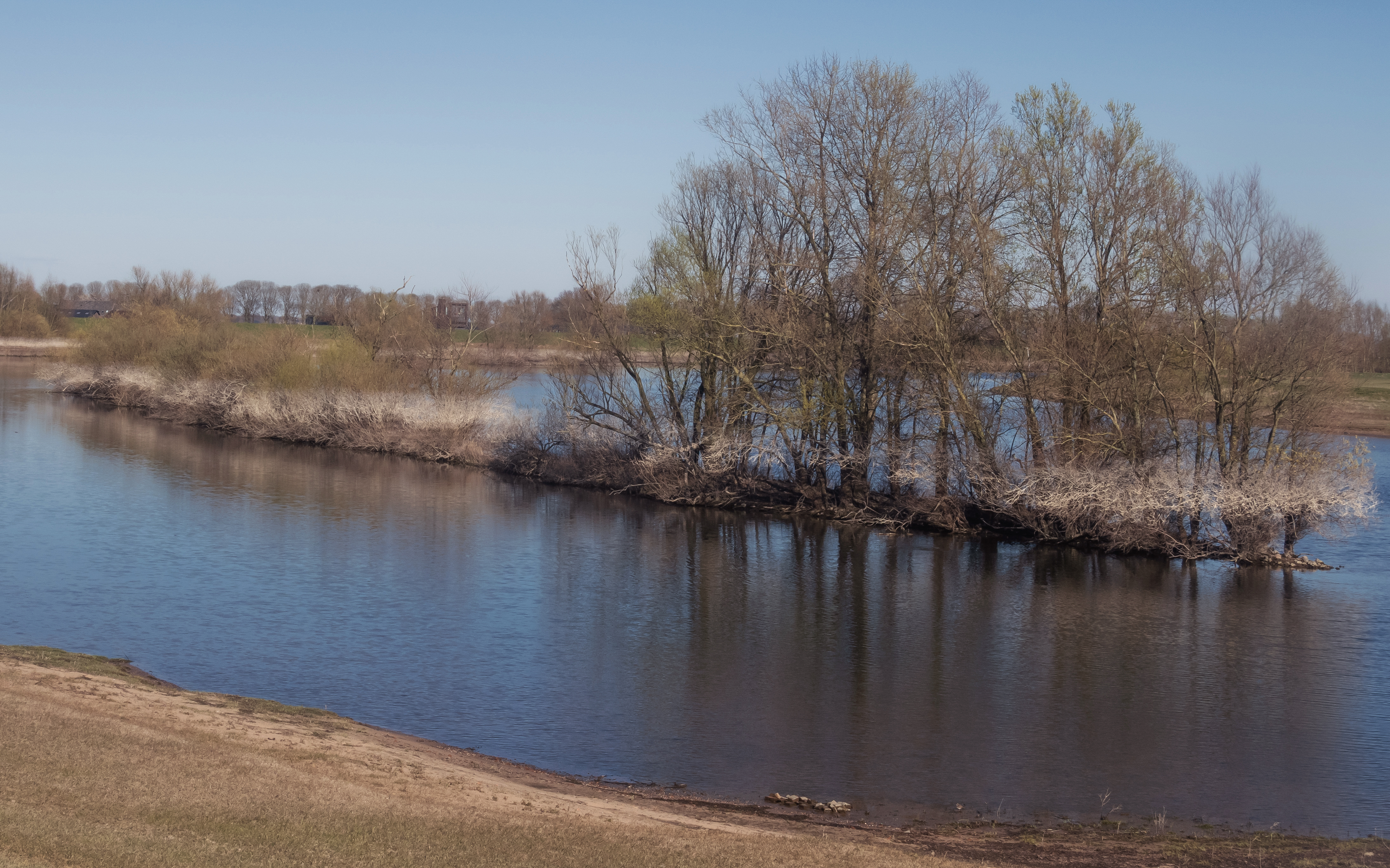
Het Zwarte Schaar bij Olburgen

Het Zwarte Schaar is een oude meander van de IJssel in de provincie Gelderland. In 1954 is deze bocht van de IJssel bij het kanaliseren van de rivier bij Doesburg afgesneden.
Het Zwarte Schaar is een vrijwel intact gebleven oude meander van de rivier de IJssel. De meander loopt vanaf de IJssel ten noorden van Doesburg eerst in oostelijke richting en buigt, na circa een kilometer, naar het noordoosten en vervolgens geleidelijk naar het noorden om daarna in westelijke richting ten zuiden van Olburgen in de IJssel uit te monden. Het noordelijke eind staat nog in verbinding met de IJssel, het zuidelijke einde is afgedamd. De totale lengte van deze meander bedraagt ruim zes kilometer. Het Zwarte Schaar begrenst de zuid-, oost- en noordzijde van de Fraterwaard. De westzijde van deze waard wordt begrensd door de IJssel. Even ten noorden van Doesburg ligt aan de oostzijde van het Zwarte Schaar het natuurgebied (uiterwaard) de Grind. De Fraterwaard, het Zwarte Schaar en de Grind zijn aangewezen als vogelrichtlijngebied en maken deel uit van de ecologische hoofdstructuur van Nederland.
Langs Het Zwarte Schaar bevinden zich een drietal recreatiebedrijven en twee jachthavens. 

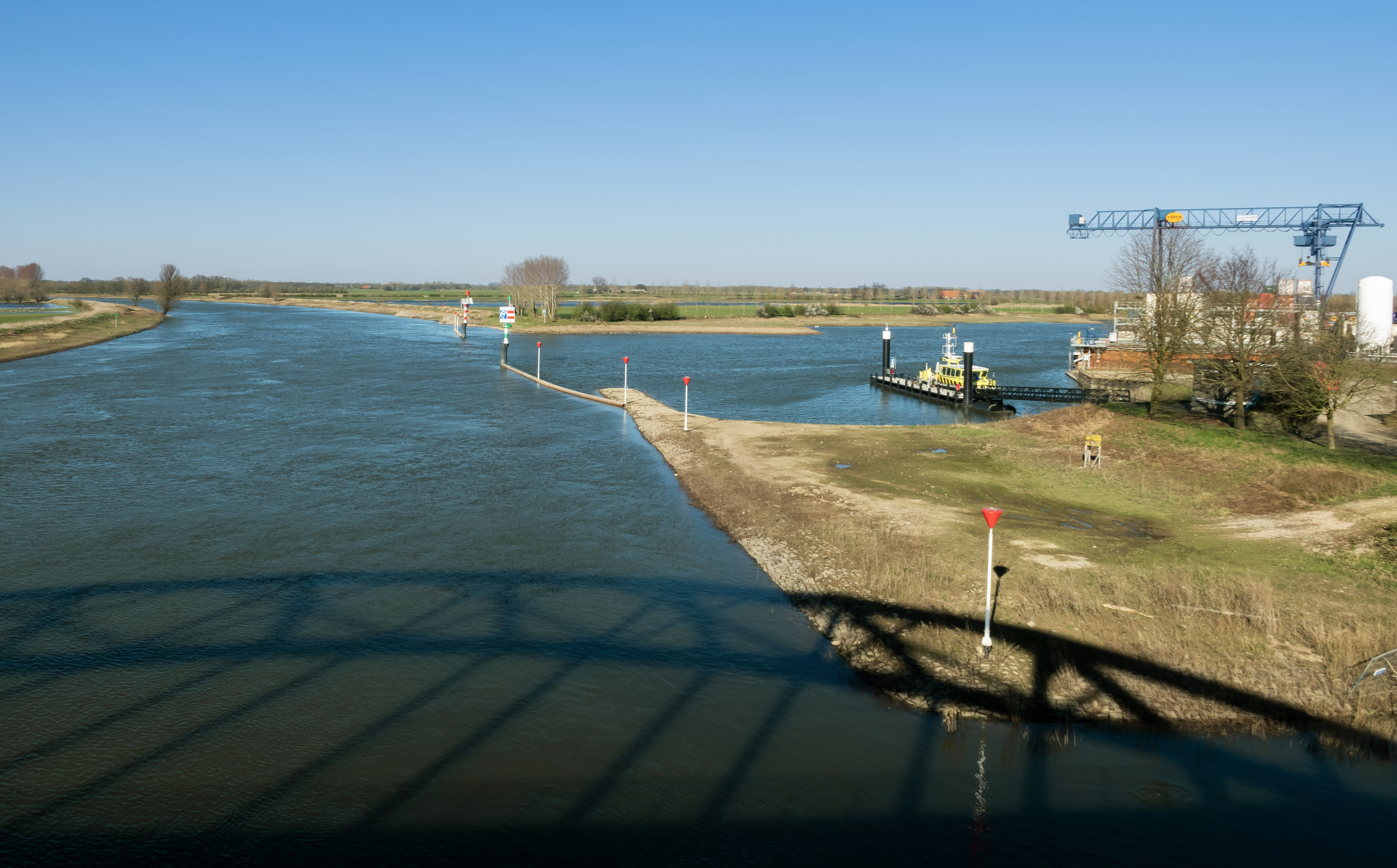
De Zwarte Schaar mondt uit in de IJssel